# Олдернијски НЛО
Олдернијски НЛО (енгл. 2007 Alderney UFO sighting) је назив за догађај из 2007. када су путници авиона изнад Олдернија уочили необичне предмете у ваздуху видљиве 12 до 15 минута.
На 130 km пута, 16 km од Француске границе, примећени су необични жути објекти. Објекти су били видљиви и на авионском радару.